# Piasek Wielki

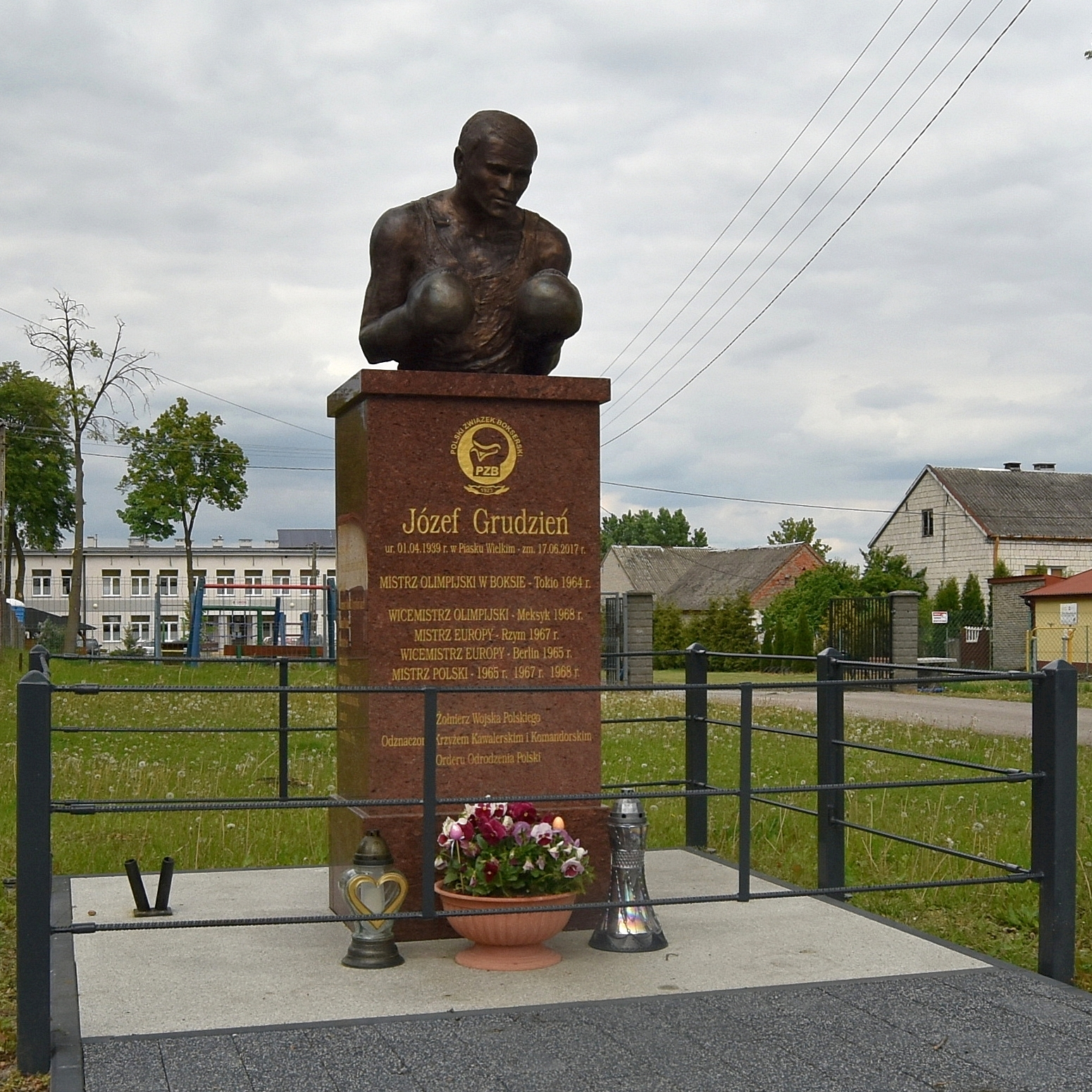
Pomnik mistrza olimpijskiego z 1964 Józefa Grudnia

Piasek Wielki – wieś w Polsce położona w województwie świętokrzyskim, w powiecie buskim, w gminie Nowy Korczyn.
W latach 1954–1959 wieś była siedzibą gromady Piasek Wielki, po jej zniesieniu w gromadzie Olganów. W latach 1975–1998 miejscowość administracyjnie należała do województwa kieleckiego.

## Historia

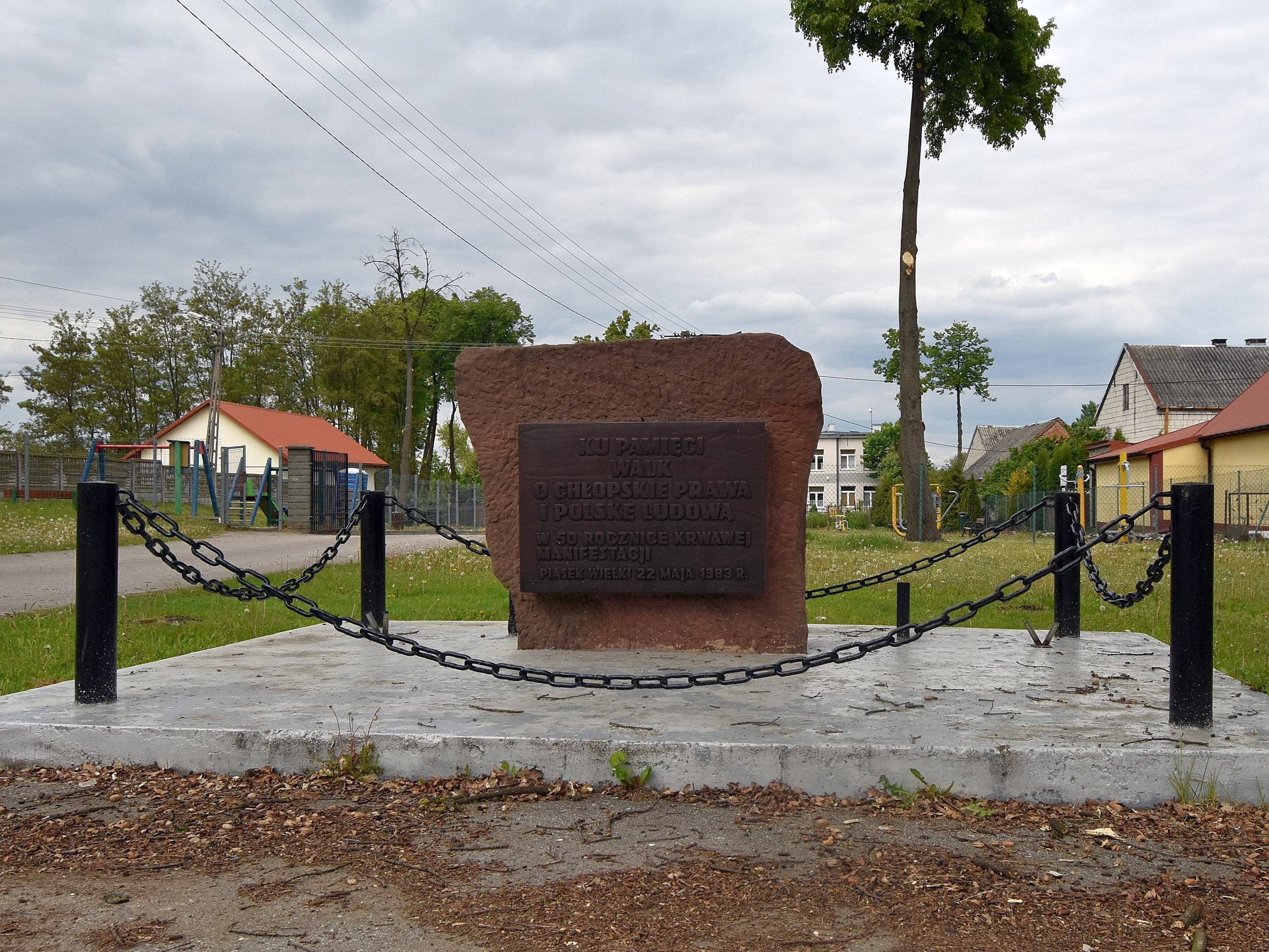
Pomnik w Piasku Wielkim upamiętniający manifestację chłopską z 1933

W XV w. wieś była własnością rodu Melsztyńskich. W 1439 r. miała tu miejsce koncentracja wojsk husyckiej konfederacji Spytka z Melsztyna. Konfederaci wyruszyli w kierunku Nowego Korczyna, gdzie przebywał w tym czasie przeciwnik Spytka, biskup Zbigniew Oleśnicki. Oddziały husyckie zostały jednak pokonane w bitwie pod Grotnikami.
W latach 1563–1573 miejscowość związana z działalnością Braci Polskich.
W latach 30. XX w. w Piasku dochodziło do rozruchów chłopskich. 7 lutego 1933 r. mieszkańcy wsi odparli atak urzędników skarbowych i policji, którzy przybyli z zamiarem zajęcia „czego się da” na poczet niezapłaconych podatków. 3 września 1933 r. na wiecu z okazji dożynek, w którym uczestniczył Wincenty Witos, zgromadziło się ok. 10 tys. osób. Doszło do wystąpień antyrządowych. Podczas rozruchów jeden z rolników ze wsi Młyny zginął, a kilku innych zostało rannych.
W czasie kampanii wrześniowej w 1939 r. Piasek Wielki znalazł się na trasie przemarszu wycofującej się Armii „Kraków”. We wsi kwaterował wówczas 5 Pułk Strzelców Konnych, dowodzony przez płk Kazimierza Kosiarskiego.

## Zabytki
- Kościół pw. św. Katarzyny Aleksandryjskiej wybudowany ok. 1340 r. i przebudowany w XIX wieku; w latach 1558–1590 pełnił funkcję zboru najpierw kalwińskiego, a później ariańskiego, oddany kościołowi katolickiemu i konsekrowany ponownie w 1595 r.; w latach 1898–1902 kościół, który w XIX w. popadł w ruinę, odnowiono i przebudowano w stylu neogotyckim. Świątynia składa się z jednej nawy oraz węższego i niższego od niej, wielobocznie zamkniętego prezbiterium; z prezbiterium do zakrystii prowadzi gotycko-renesansowy portal z herbami Jastrzębiec i Warnia – dziedzica Piasku, Mikołaja Gnoińskiego; wyposażenie kościoła pochodzi z XIX w.; ołtarz główny przeniesiono z kieleckiej świątyni św. Wojciecha. W 1956 r. kościół został wpisany do rejestru zabytków nieruchomych (nr rej.: A.55 z 22.12.1956 i z 22.06.1967)[10].
- Cmentarz parafialny (nr rej.: A.56 z 9.08.1992)[10].

## Związani z miejscowością
- Józef Grudzień – polski bokser, mistrz i wicemistrz olimpijski.
- Spytko z Melsztyna – przywódca husytów polskich i organizator konfederacji korczyńskiej[11].
- Edward Kokoszka – polski piłkarz, trener oraz działacz piłkarski. Urodził się 24 sierpnia 1951 r. w Piasku Wielkim[12][13].